# Історія освоєння мінеральних ресурсів Норвегії
Історія освоєння мінеральних ресурсів Норвегії
Гірнича справа в Норвегії почала розвиватися з XVI ст. Перші копальні залізних руд з'явилися на півдні країни біля Осло, Шієна і Арендала. В цей же час відкрилися ремісничі цехи по обробці заліза. Сприятливі умови для сталого розвитку гірництва з'явилися в XVII ст., що було зумовлено формуванням капіталістичних суспільних відносин та розширенням міжнародних зв'язків країни. В 1623 р. виявлені родовища руд срібла поблизу Конгсберга, в 1650 р. — міді в Рьорусі і Льоккенє, а також залізної руди в Рьодсанні. Центром гірничої промисловості стає Конгсберг, де на срібних рудниках в другій половині XVII ст. працювало до 5 тис. робітників. В 1758 р. тут було відкрито гірниче училище. Зараз в Конгсберзі працює Норвезький гірничий музей.
З початком промислового перевороту (в Норвегії це 40-і роки [[ХIX ст.]]) відкриваються нові родовища корисних копалин, інтенсивно освоюються вже відкриті, настає період розквіту норвезького гірництва. Срібні рудники Конгсберга давали близько 7 т срібла на рік. У країні експлуатувалося 14 нікелевих рудників і добувалося щорічно 35 тис. т нікелю; найбільша мідна копальня в Рьорусі давала 30 тис. т руди на рік.
На початку XX ст. розпочалась експлуатація вугільних родовищ на архіпелазі Шпіцберген, яка велась американськими, російськими та шведськими концесіями. З 1931 р. розробку вели норвезькі компанії та радянський трест «Артиквугілля».
У 1970 р. біля підніжжя норвезької частини материка було відкрито родовище нафти й газу, видобуток яких почався, відповідно, з 1971 і 1972 років. Головний район видобутку нафти — родовище Екофіск, розташоване в Північному морі на глибині 72 м. Видобуток ведеться з залізобетонних та сталевих платформ і сягає близько 25 млн т на рік (1980-ті роки). Добування газу Норвегія розпочала з 1978 на родовищі Фрігг, половина якого знаходиться в територіальних водах Великої Британії. Видобуток газу різко зріс після введення в експлуатацію газопроводів Екофіск — Емден і Фрігг — Сент-Фергюс. У 1990-х роках введене в експлуатацію родовище Валхалл. Передбачалася розробка ряду нових родовищ, зокрема за 62-ю паралеллю. Сьогодні від норвезьких родовищ прокладені трубопроводи у Велику Британію та країни Західної Європи. Розробкою родовищ займається державна компанія «Статойл» спільно з іноземними і приватними норвезькими нафтовими фірмами.
У 1996 р. видобуток нафти перевищив 175 млн т, а видобуток природного газу в 1995 р. — 28 млрд куб. м.
Перелік зафіксованих на межі XX -XXI ст. корисних копалин країни включає значні запаси нафти, природного газу, руд заліза, титану, ванадію, цинку. Є родовища руд свинцю, міді, нерудної сировини — апатитів, графіту, нефелінового сієніту.
У 1996 р. на частка добувної промисловості (завдяки видобутку нафти в Північному морі) і будівництва становила 30 % ВВП. Важливою підгалуззю гірництва є видобуток металічної сировини: руд заліза, титану, молібдену, міді, цинку, а також піриту. Розвиток гірничої промисловості пов'язаний г.ч. зі становленням електрометалургії і електрохімії. Норвегія виробляє алюміній, феросплави, нікель, цинк, титан, важку воду. У 1996 р. в Норвегії було видобуто 758,7 тис. т ільменіту, вироблено 708 тис. т титану, 41,4 тис. т цинку і 7,2 тис. т свинцю, а також невелику кількість золота і срібла. Головні статті експорту — продукція нафтодобувної і нафтохімічної промисловості, електрохімії, електрометалургії.
На початку XXI ст. Норвегія, за оцінкою експертів, поступово втрачає статус одного з основних газодобувних регіонів. В останні роки обсяги видобутку в цій країні істотно випереджають приріст запасів. Кількість експлуатаційних газових свердловин за 2002 р. знизилася з 33 до 19. За оцінками експертів, наявність нових технологій і державна політика Норвегії щодо підтримки робіт з розвідки і розробки родовищ створює передумови для продовження видобутку нафти протягом ще 50, а газу — 100 років, оскільки приблизно 60 % запасів вуглеводневої сировини Норвегії залишається в надрах.
Підготовку кадрів гірничих інженерів в країні здійснюють в Технологічному інституті Тронхеймського університету (1900 р.), геологів готують в університетах Осло (1811 р.) та Бергена (1948 р.).